# Tortuga (romanzo)
Tortuga è un romanzo di Valerio Evangelisti, pubblicato nell'ottobre 2008 da Mondadori Editore. Racconta di vicende che si svolgono nel contesto della pirateria nei Caraibi.

## Trama
Rogério de Campos, nostromo portoghese ed ex gesuita, viene arruolato a forza sul brigantino Neptune dal capitano pirata Laurens De Graaf, detto Lorencillo, dopo che la sua ciurma ha attaccato la nave spagnola su cui viaggiava, il Rey de Reyes. Entra così a far parte della confraternita dei "Fratelli della costa" (i bucanieri), avventurieri e pirati fedeli a Luigi XIV, re di Francia, che assalgono le navi che battono bandiera di stati avversi alla corona francese nel Mar dei Caraibi.

## Edizioni
- Valerio Evangelisti, Tortuga, Strade Blu, Mondadori, 2008,  p. 330.